# Toronto Rock and Roll Revival
Das Toronto Rock and Roll Revival war ein eintägiges, zwölfstündiges Musikfestival, das am 13. September 1969 in Toronto, Ontario, Kanada, stattfand. Es traten populäre Rock-and-Roll-Stars der 1950er und 1960er Jahre auf. John Lennon trat erstmals mit der Plastic Ono Band auf, die er kurzfristig zusammengestellt hatte; wenige Tage später verließ Lennon die Beatles. Headliner des Festivals waren The Doors; die Band Alice Cooper, damals noch weitgehend unbekannt, war auf diesem Festival auch die Begleitband von Gene Vincent.

## Geschichte
Das Toronto Rock and Roll Revival fand im Varsity Stadium der University of Toronto vor etwa 25.000 Zuschauern statt. Die ursprünglich für das Festival aufgeführten Künstler waren Whiskey Howl, Bo Diddley, Chicago, Junior Walker and the All Stars, Tony Joe White, Alice Cooper, Chuck Berry, Cat Mother and the All Night News Boys, Jerry Lee Lewis, Gene Vincent und Little Richard, Milkwood, Doug Kershaw und The Doors. Kim Fowley wurde als Conférencier angekündigt. Screaming Lord Sutch wurde später ebenso in die Liste aufgenommen wie die Band Flapping aus der Gegend von Toronto. Bevor Flapping hinzukam, war Whiskey Howl die einzige lokale Band im Programm. Der Auftritt von John Lennon und Yoko Ono mit der Plastic Ono Band war im Vorfeld nicht öffentlich bekannt.
Das Festival wurde von John Brower und Ken Walker veranstaltet, damals 22 bzw. 23 Jahre alt. Sie hatten bereits einige Monate zuvor, im Juni 1969, ein erstes Pop-Festival in Toronto auf die Beine gestellt, das Toronto Pop Festival 69, und hofften, den Erfolg nun wiederholen zu können. Der Ticketverkauf lief jedoch schleppend, und die Veranstalter entschieden sich in der Woche vor dem Festival, John Lennon als Zugpferd zu kontaktieren. Lennon sagte zu und stellte kurzfristig mit Yoko Ono, Eric Clapton, Klaus Voormann und Alan White die Plastic Ono Band zusammen. Erst im Flugzeug probten sie ihren Auftritt. Die Nachricht verbreitete sich schnell, die Musikfans machten sich auf den Weg nach Toronto. Der Vagabonds Motorcycle Club organisierte eine Eskorte vom Flughafen in die Stadt sowohl für die Doors als auch für Lennons Gruppe, mit jeweils 40 Motorrädern vor und hinter deren Fahrzeugen.
Nachdem sie als Begleitband von Gene Vincent gespielt hatten, führte die Band Alice Cooper ihre eigene Show auf. Dabei warf Cooper ein lebendiges Huhn Richtung Publikum, wo das Tier in Stücke gerissen wurde. In der Presse wurde berichtet, Cooper habe dem Huhn den Kopf abgebissen und sein Blut getrunken.
Den Abschluss der Show bildeten als Headliner die Doors. Der Auftritt der Band beim Festival 1969 war ihr letzter Auftritt in Toronto vor dem Tod von Jim Morrison im Jahr 1971.

## Film- und Tonaufnahmen
D. A. Pennebaker, der den Dokumentarfilm Dont Look Back über Bob Dylans UK-Tournee 1965 und den Dokumentarfilm Monterey Pop über das Monterey Pop Festival 1967 gedreht hatte, filmte auch das Toronto Rock and Roll Revival. Der daraus resultierende Dokumentarfilm Sweet Toronto wurde 1971 veröffentlicht. Dank Pennebakers Beteiligung wurden die Auftritte der meisten Künstler aufgezeichnet und gefilmt. Dies hat zu vielen autorisierten und nicht autorisierten Audio- und Videoveröffentlichungen geführt.
Am 13. September 2022 debütierte Steven J. Bull mit The Forgotten Festival, einem innovativen Multimedia-Dokumentarfilmerlebnis am Royal Conservatory of Music. Es zeigte eine Live-Band, die eine Auswahl von Liedern des Toronto Rock and Roll Revival Festivals spielte, Alan Cross und Steven J. Bull als Co-MCs sowie dokumentarische Kurzfilme mit Interviews mit Alice Cooper, Klaus Voormann, Robby Krieger, John Densmore, Alan White (Yes-Schlagzeuger), Rob Bowman (Musikautor) und Peter Goddard (Journalist).
Revival69: The Concert that Rocked the World aus dem Jahr 2022 verwendet Archivmaterial von D. A. Pennebaker, Animation, Archiv-Audio und aktuelle Augenzeugeninterviews.
Unter dem Titel Das Konzert, das die Beatles zerstörte: Toronto 1969 wurde die deutsche Version der Dokumentation am 29. September 2023 auf Arte gezeigt.
Zu den veröffentlichten Tonaufnahmen einzelner Auftritte des Festivals gehören:
- Chicago Transit Authority – Toronto Rock ’n’ Roll Revival 1969 – Vol. I (Accord 7140, 1981)
- Chuck Berry – Toronto Rock ’n’ Roll Revival 1969 – Vol. II & Vol. III (Accord 7171/7172, 1982)
- Alice Cooper – Toronto Rock ’n’ Roll Revival 1969 – Vol. IV (Accord 7162, 1982)
- Bo Diddley – Toronto Rock ’n’ Roll Revival 1969 – Vol. V (Accord 7182, 1982)
- Plastic Ono Band – Live Peace in Toronto 1969 (Apple 3362, 1969)